# Siderolamprus scansorius
Siderolamprus scansorius — вид веретільницеподібних ящірок родини Diploglossidae. Ендемік Гондурасу.

## Поширення і екологія
Siderolamprus scansorius мешкають в горах Кордильєра-Номбре-де-Діос і Монтанья-Макузаль на півночі Гондурасу, в департаментах Йоро і Атлантида. Вони живуть в гірських тропічних лісах і в дубово-соснових лісах. Зустрічаються на висоті від 1550 до 1590 м над рівнем моря.

## Збереження
МСОП класифікує цей вид як такий, що перебуває під загрозою зникнення. Siderolamprus scansorius загрожує знищення природного середовища.